# Nyctimantis brunoi
Nyctimantis brunoi – gatunek południowoamerykańskiego płaza bezogonowego z rodziny rzekotkowatych (Hylidae).

## Morfologia
Z badań przeprowadzonych przez Jareda i współpracowników (2015) wynika, że N. brunoi jest jednym z dwóch znanych gatunków jadowitych płazów (w terminologii autorów zwierzęta jadowite różnią się od trujących tym, że posiadają aparat jadowy umożliwiający aktywne działanie w celu wstrzyknięcia jadu innemu zwierzęciu). N. brunoi ma na głowie kostne kolce, które mogą przebić skórę okrywającą umiejscowione na jego głowie gruczoły jadowe; zwierzę może następnie wstrzyknąć jad przy użyciu tych kolców, uderzając inne zwierzę głową.

## Występowanie
Płaz ten żyje w południowo-wschodniej i wschodniej Brazylii od północnej części stanu São Paulo do południowej Bahii. Stworzenie zamieszkuje na terenach położonych nie wyżej niż 500 metrów nad poziomem morza. Jego siedlisko stanowią lasy atlantyckie i ich obrzeża, a także nadmorskie tereny o nazwie restinga porośnięte roślinnością krzewiastą. Płazy bytują zwykle na ananasowatych i bambusie. Zwierzę nie radzi sobie w habitacie mocno zmodyfikowanym działalnością ludzką.

## Rozmnażanie
Przebiega w tymczasowych zbiornikach wodnych.

## Status
W Czerwonej księdze gatunków zagrożonych IUCN Nyctimantis brunoi od 2004 roku klasyfikowany jest jako gatunek najmniejszej troski (LC, ang. Least Concern).
Płaz ten występuje bardzo pospolicie, jednakże liczebność jego populacji ulega obniżeniu.
IUCN wymienia następujące zagrożenia dla gatunku, wiążące się głównie z dewastacją środowiska naturalnego:
- osadnictwo
- rozwój rolnictwa
- wypasanie trzody
- wylesianie
- zbiórka ananasowatych

Zwierzę zamieszkuje regiony chronione, jak Parque Estadual Cunhambebe.